# Лихтенштейн на летних Олимпийских играх 2004
Лихтенштейн принимал участие в Летних Олимпийских играх 2004 года в Афинах (Греция), но не завоевал ни одной медали. Оливер Гайсман нёс флаг на церемонии открытия Игр, принимал участие в соревнованиях по стрельбе (занял 22-е место в квалификации) и был признан спортсменом года в Лихтенштейне.

## Результаты соревнований

### Стрельба
Мужчины
| Соревнование                       | Спортсмен      | Квалификация | Квалификация | Финал                | Финал                |
| Соревнование                       | Спортсмен      | Результат    | Место        | Результат            | Место                |
| ---------------------------------- | -------------- | ------------ | ------------ | -------------------- | -------------------- |
| Пневматическая винтовка, 10 метров | Оливер Гайсман | 591          | 22           | Завершил выступление | Завершил выступление |